# 巴尔文科沃
巴尔文科沃，按烏克蘭語名譯為巴尔温科韦（羅馬化：Barvinkove）是乌克兰東部哈爾科夫州伊久姆區巴尔文科沃市镇的城市及该市镇的行政中心，2020年7月18日前为巴尔文科沃区的行政中心。該市距離州府哈爾科夫132公里，始建於1680年，面積18.34平方公里，海拔高度98米，2022年人口数量为7,840人。2022年4月16日，俄军曾轰炸巴尔文科沃，摧毁了燃料库。

## 图集

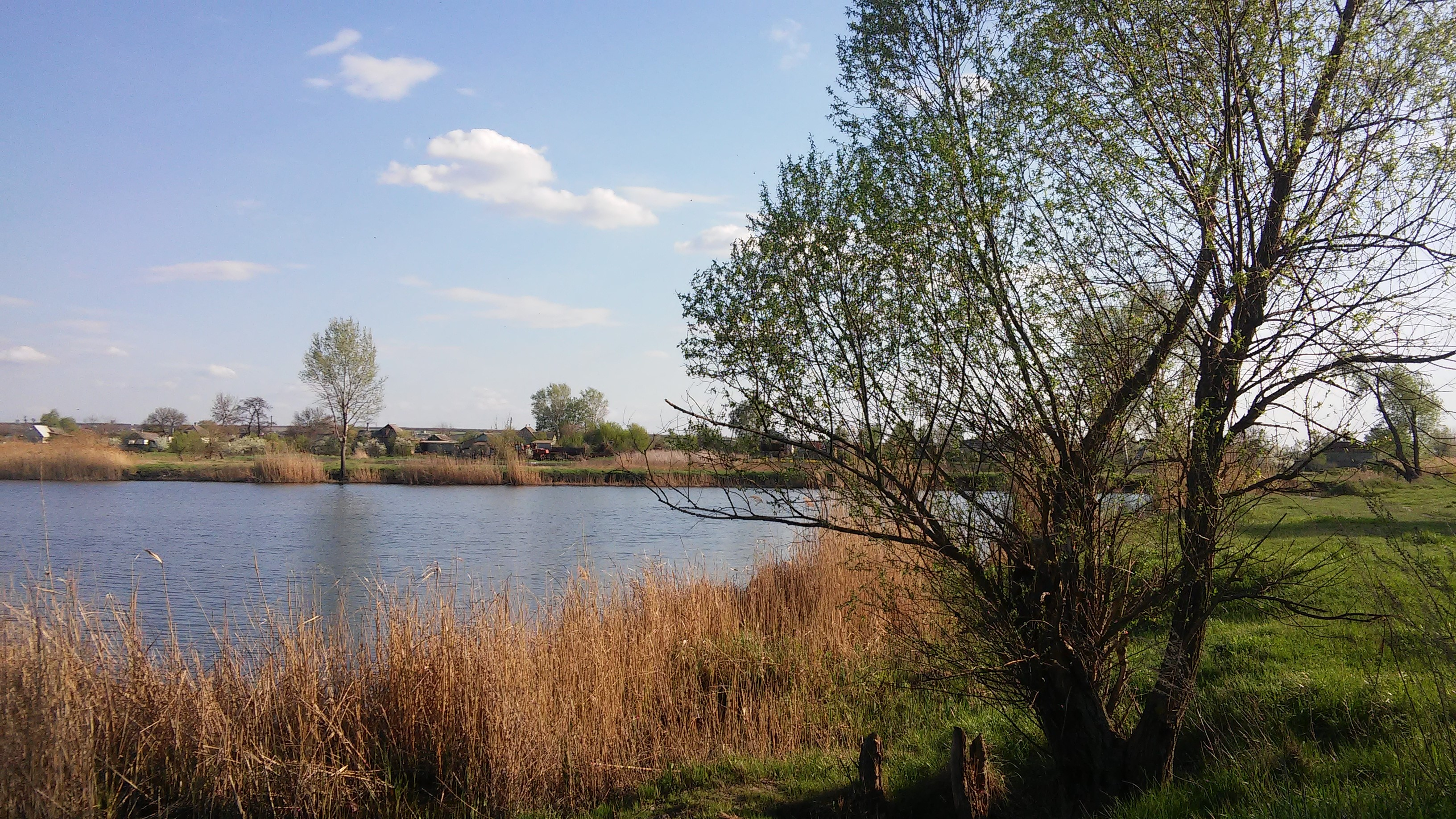
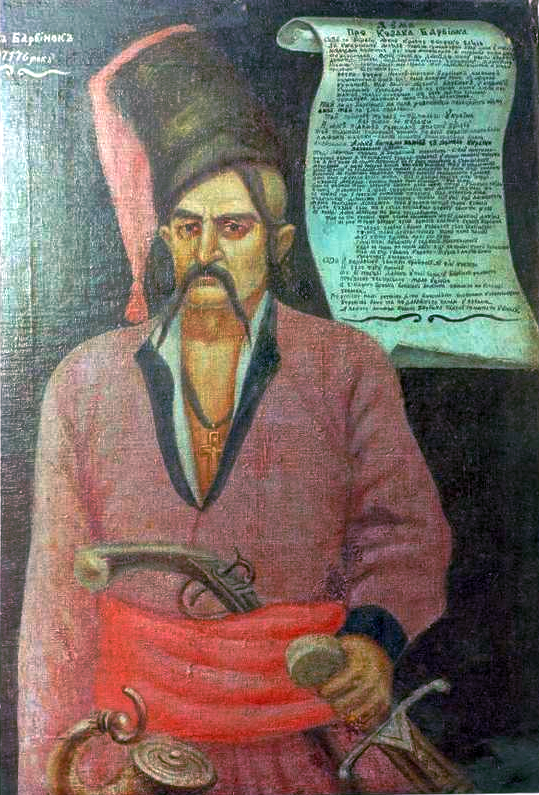
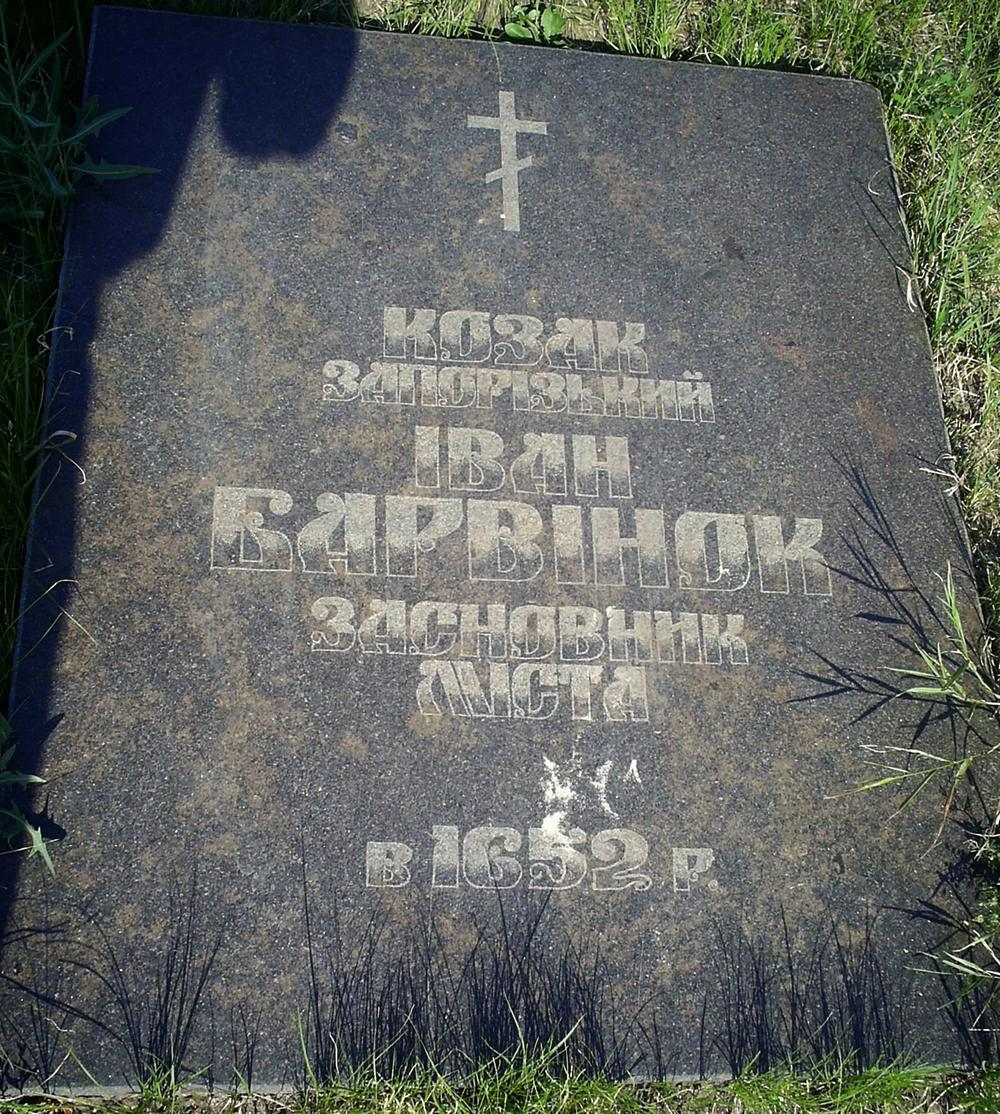